# 台灣綠黨參政選舉列表
台灣綠黨參政選舉列表是關於台灣綠黨成立後參與各項選舉的狀況。

## 2024年中華民國立法委員選舉
2024年中華民國立法委員選舉中，台灣綠黨推出全女性不分區名單，以平衡立法院開院至今男性多於女性的狀態。號召把環境永續、大麻除罪、原住民權利、勞工權益、代孕合法、多元性別權利等等帶進國會。綠黨持續以關注台灣主權、人權、環境、原住民權利、社會正義、勞工權利、教育、同權、行人與機車友善交通等等為主軸，爭取支持進步價值等理念的選民投綠黨一票。
區域立委的部分，派出前任新竹縣議員、身障鬥士余筱菁，作為全國唯一的身障區域型候選人，提出了多項身障與特殊教育政策。她的政策重點包括將身障者的生活體驗納入生命教育課程，並倡議結合醫療與教育的重症特殊教育中心，旨在保障特殊教育的義務教育權利。此外，她還推動身障勞工55歲退休政策，以減輕身障者的工作傷害，透過這些多元政策，致力於創建一個更友善的台灣社會。

### 不分區立委參選名單
| 號次 | 順序        | 候選人 | 經歷                                                                                 | 口號     | 得票數    | 得票率  | 結果 |
| ---- | ----------- | --- | ------------------------------------------------------------------------------------ | -------- | --------- | ------- | ---- |
|      | 1           | 鍾寶珠 | 台灣環境保護聯盟副會長、花蓮分會會長。客家委員會委員。財團法人客家公共傳播基金會董事 | 守護山河 | 117,298票 | 0.8514% | －   |
| 2    | 李菁琪      | 台灣綠黨黨主席。全球青年绿人指導委員會亞太代表。北冥有魚國際法律事務所所長。Podcast節目「大麻煩不煩」、「Z色派對」主持人                                                                                          | 大麻除罪                                                                             | －       | 117,298票 | 0.8514% |      |
| 3    | 黃柔嘉      | 臺北市立聯合醫院全觀心理健康中心諮商心理師。中華民國諮商心理師公會全國聯合會秘書長。中華民國諮商心理師公會全國聯合會醫療事務委員會委員。台灣自殺防治學會副秘書長                                                  | 心理健康                                                                             | －       | 117,298票 | 0.8514% |      |
| 4    | 吳伊婷      | 跨性別女性。台灣性別不明關懷協會理事長。軟體工程師。資安工程師 | 跨性別無歧視                                                                         | －       | 117,298票 | 0.8514% |      |
| 5    | 希婻·瑪飛洑 | 行政院原住民族委員會族群委員。台灣綠黨十六屆、十七屆中執委。蘭嶼部落文化基金會執行長 | 蘭嶼反核廢                                                                           | －       | 117,298票 | 0.8514% |      |
| 6    | 林莉棻      | 高雄市公民監督公僕聯盟理事長。心家長協會榮譽理事長。全國家長團體聯盟創會副理事長。教育部性別平等教育委員會委員 | 合作經濟                                                                             | －       | 117,298票 | 0.8514% |      |
| 7    | 黃慧芬      | 環境部特約高級環境技術師。台北商業大學通識中心兼任助理教授。台灣經濟研究院研究一所副研究員/組長。臺灣大學環境工程學研究所博士後研究員。臺灣大學能源研究中心士後研究員。元培科技大學環境工程與衛生學系兼任助理教授 | 淨零減碳                                                                             | －       | 117,298票 | 0.8514% |      |
| 8    | 張竹芩      | 臺灣大學公衛專案助理教授。臺灣同志諮詢熱線義工。台灣綠黨秘書長。北美台灣研究學會理事 | 生育自主                                                                             | －       | 117,298票 | 0.8514% |      |

### 區域立委參選名單
| 參選選區         | 號次 | 候選人 | 經歷       | 口號     | 得票數   | 得票率 | 結果 |
| ---------------- | ---- | ------ | ---------- | -------- | -------- | ------ | ---- |
| 新竹縣第一選舉區 | 4    | 余筱菁 | 新竹縣議員 | 改變新竹 | 15,557票 | 10.24% | －   |

## 2022年中華民國地方公職人員選舉
2022年7月19日，與台灣團結聯盟共同舉行「永續台灣顧人民　台聯綠黨共打拼」地方大選策略合作記者會，宣布兩黨將在2022年中華民國地方公職人員選舉採取聯合競選，讓資源與選票能最大化，策略聯盟具體做法包括同一選區不重複提名、出版共同政見文宣等，透過兩黨合作讓黨資源與選票最大化。結果除了劉崇顯當選連任之外，其他候選人都落選。

### 直轄市、縣市議員及鄉、鎮、市、原住民區民意代表提名
- 2022年4月19日，第一波提名[7]：
  - 李菁琪：台北市「中正區、萬華區」議員[8]
  - 劉崇顯：新竹市「東區」議員（當選連任）[9]
  - 余筱菁：新竹縣「竹東、五峰」議員[10]
- 2022年7月6日，第二波提名[11]：
  - 黃永欽：桃園市「平鎮區」議員[12]
  - 陳冠宇：新竹縣「竹北市」議員[13]
  - 張志偉：新竹縣竹北市「第一選區」民意代表[14]

## 2020年中華民國立法委員選舉
2020年中華民國立法委員選舉中，綠黨認為應以國家利益為優先，並以小綠身分，支持蔡英文總統連任。綠黨以關注台灣主權、人權、環境、社會正義、勞工、教育、同權為主軸，並透過扎實經營基層，而爭取支持進步價值、「非韓家園」等理念的選民投綠黨一票。
綠黨過往與民主進步黨互動良好，訴求「台派團結」，支持總統蔡英文連任，並投入立委選舉，而綠黨與台灣基進的支持度分別穩定維持在1％-2％，兩黨與民進黨保有較彈性的合作空間。民主進步黨主席卓榮泰並力邀理念相近的政黨綠黨、台灣基進共組「保衛台灣大聯盟」，確保總統連任中央執政及鞏固在立法院的席次，維持泛綠陣營絕對多數。
綠黨在桃園市具有一定實力，與桃園市長鄭文燦友好的綠黨桃園市議員王浩宇受訪時曾向民進黨喊話，既然綠黨支持民進黨所提總統候選人，在桃園市6席區域立委中，應該至少有1席跟綠黨合作。王表示目前工作就是拚綠黨的政黨票，主打「守護台灣的第一品牌」及「反韓」，並表示綠黨支持度目前在桃園市已經超過5％，也持續往上拉。 
選舉結果區域立委候選人無人當選，不分區政黨票為爭取選民支持，列入具全國知名度的鄧惠文，最終於全國不分區及僑居國外國民選區獲341,465票（2.4115%），未能分配不分區議席，綠黨仍未能前進國會。

### 不分區立委參選名單
| 號次 | 順序 | 候選人 | 經歷                                                                 | 口號                                                   | 得票數    | 得票率  | 結果 |
| ---- | ---- | ------ | -------------------------------------------------------------------- | ------------------------------------------------------ | --------- | ------- | ---- |
| 12   | 1    | 鄧惠文 | 台大醫院精神科專科醫師                                               | 捍衛每個人都能擁有自由、自主的幸福                     | 341,465票 | 2.4115% | －   |
| 12   | 2    | 高成炎 | 國立臺灣大學資訊工程學系退休教授、綠黨創黨首任召集人、環保聯盟前會長 | 地表最硬台派，辣個男人就在綠黨                         | 341,465票 | 2.4115% | －   |
| 12   | 3    | 王浩宇 | 時任桃園市議員                                                       | 守護台灣，就是綠黨 Taiwan Win!Just Green!              | 341,465票 | 2.4115% | －   |
| 12   | 4    | 李菁琪 | 環境人權律師                                                         | 送大麻律師進國會                                       | 341,465票 | 2.4115% | －   |
| 12   | 5    | 張佑輔 | 社會企業家－台灣農業讚專頁創辦人                                     | 友善環保，科技公益                                     | 341,465票 | 2.4115% | －   |
| 12   | 6    | 張竹芩 | 北美台灣研究學會議程長、同志諮詢熱線義工                             | 保台「12」「3」，政黨票投12（綠黨），總統投3（蔡英文） | 341,465票 | 2.4115% | －   |

### 區域立委參選名單
| 參選選區           | 號次 | 候選人 | 經歷               | 口號                   | 得票數  | 得票率 | 結果 |
| ------------------ | ---- | ------ | ------------------ | ---------------------- | ------- | ------ | ---- |
| 臺北市第一選舉區   | 6    | 方儉   |                    |                        | 2,203票 | 1.06%  | －   |
| 臺北市第四選舉區   | 7    | 郭佩雯 |                    |                        | 2,846票 | 1.14%  | －   |
| 臺北市第八選舉區   | 4    | 柯士翎 |                    |                        | 2,024票 | 1.05%  | －   |
| 新北市第一選舉區   | 5    | 余長欣 |                    |                        | 3,663票 | 1.42%  | －   |
| 新北市第三選舉區   | 7    | 林宜瑄 |                    | 關心社會大小事         | 3,731票 | 1.90%  | －   |
| 新北市第四選舉區   | 8    | 張哲偉 |                    |                        | 7,025票 | 3.24%  | －   |
| 新北市第十二選舉區 | 2    | 張志偉 |                    |                        | 1,638票 | 0.88%  | －   |
| 新竹縣第一選舉區   | 3    | 余筱菁 | 時任新竹縣議員     | 客家好妹仔             | 7,142票 | 4.81%  | －   |
| 新竹縣第二選舉區   | 2    | 陳冠宇 | 時任竹北市市民代表 | 竹北新力量，青年來服務 | 4,121票 | 2.54%  | －   |
| 彰化縣第四選舉區   | 3    | 蕭翠瑩 |                    |                        | 3,831票 | 1.97%  | －   |
| 山地原住民選舉區   | 5    | 張曜羣 | 音樂工作者         |                        | 1,163票 | 0.80%  | －   |

## 2018年中華民國地方公職人員選舉
6月19日，因為時代力量不願意配合其他第三勢力政黨整合，綠黨、社會民主黨、基進黨在民進黨陳昭南的主導下，組成社會福利國家連線，為行成一股與時代力量抗衡的勢力；但在連線成立後，三黨的黨員引此對黨不信任而大流失，其中最為嚴重的是社民黨，南光遠宣佈退黨退選，許菡芸的競選團隊瀕臨瓦解等。
8月19日，黨中央在8月17日會議違背參與式民主的方式將原綠黨臺北市議員第五選區參選人楊時睿撤銷提名，至今尚未公開說明。
綠黨的支持者對於黨中央是否支持柯文哲、新竹參選人拜訪民國黨籍新竹縣長參選人徐欣瑩，引發部分黨員與支持者的不滿。
| 參選地區 | 參選地區               | 號碼 | 候選人 | 口號                                                                | 簡介                                                                             | 得票數 | 得票率 | 結果   |
| -------- | ---------------------- | ---- | ------ | ------------------------------------------------------------------- | -------------------------------------------------------------------------------- | ------ | ------ | ------ |
| 新北市   | 新莊、泰山、五股、林口 | 8    | 賈伯楷 | 好政治從地方開始：讓新莊再次偉大 X 林口市民好生活！台灣綠黨，2018年 | 同志、綠黨中執委、全國自主勞工聯盟秘書                                           | 5,324  | 1.59%  | －     |
| 桃園市   | 桃園區                 | 3    | 羅岳峰 | 服務桃園，青年發聲！台灣綠黨，2018年                                | 華山基金會社工、東吳大學學生議員 我是桃園人 團長                                 | 6,725  | 3.55%  | －     |
| 桃園市   | 中壢區                 | 10   | 王浩宇 | 讓改變繼續，台灣綠黨，2018年                                        | 臉書粉絲團「我是中壢人」團長、美國聖荷西州立大學學士、桃園市議員                 | 16,292 | 8.68%  | [ 19 ] |
| 桃園市   | 平鎮區                 | 3    | 歐陽霆 | 平鎮中壢，一起改變！台灣綠黨，2018年                                | 我是中壢人 團長                                                                  | 8,738  | 8.39%  | －     |
| 新竹市   | 東區 (第一選舉區)      | 10   | 劉崇顯 | 科技思維 在地青年 台灣綠黨，2018年                                  | 清華大學動力機械工程學系 竹塹市政監督團 團長                                     | 4,310  | 6.01%  | [ 20 ] |
| 新竹市   | 東區 (第二選舉區)      | 6    | 張志偉 |                                                                     |                                                                                  | 507    | 1.90%  | －     |
| 新竹市   | 北區 (第三選舉區)      | 2    | 易俊廷 |                                                                     |                                                                                  | 955    | 5.70%  | －     |
| 新竹市   | 北區 (第四選舉區)      | 17   | 易俊宏 | 幸福北區 易肩扛起，台灣綠黨，2018年                                 | 綠黨中執委 台灣青年公民論壇協會理事 我是新竹人 團長 陽明大學科技與社會研究所碩士 | 1,097  | 1.90%  | －     |
| 新竹市   | 香山區                 | 13   | 王彥涵 |                                                                     |                                                                                  | 385    | 0.94%  | －     |
| 新竹縣   | 竹東、五峰             | 6    | 余筱菁 |                                                                     |                                                                                  | 5,567  | 12.36% | [ 21 ] |

陳冠宇當選新竹縣竹北市市民代表。

## 2016年中華民國立法委員選舉
綠黨於2015年5月、6月陸續推出區域候選人，包括太陽花學運要角曾柏瑜（前黑色島國青年陣線行政組組長），長年在同志運動、環保運動努力的青年楊智達、賈伯楷，荒野保護協會講師呂東。
綠黨並力邀理念相近的新興政黨社會民主黨、時代力量共組參政聯盟，2015年6月26日綠黨共同召集人李根政、社會民主黨召集人范雲等兩黨重要人士基於前項目標召開第一次政黨合作協商會議，對於分配正義、環保、性別、勞動權等政策確認立場一致等共識。
綠黨最後與社民黨達成結盟共識，以綠黨社會民主黨聯盟為名參與此次選舉。綠社盟共推不分區立委，得票率2.5275%未超過5%及3.5%門檻。
但由於選舉期間，范雲、李晏榕被指靠攏民進黨總統候選人蔡英文，加深選民對綠社盟的不信任感，最終綠社盟全數落選。2016年1月22日，范雲承認，「我的確把事情想得太單純了」，社民黨與綠黨對民進黨的態度不完全一樣，社民黨在總統選舉中支持蔡英文而引發綠黨不滿，「可能綠黨部分朋友對民進黨痛恨的程度比我多吧」。

### 不分區立委參選名單
| 號次 | 順序 | 候選人 | 經歷 | 口號                                                       | 得票數  | 得票率  | 結果 |
| ---- | ---- | ------ | --- | ---------------------------------------------------------- | ------- | ------- | ---- |
| 13   | 1    | 張麗芬 | 中華電信工會秘書長、社會民主工作室成員、渣打銀行工會總幹事、台企銀工會代理總幹事、苦勞網特約記者、高雄市勞工教育委員會委員、公營事業工會大聯盟執行秘書 | 尊嚴勞動 勞工沒人疼，只有自己挺                            | 308,106 | 2.5275% | －   |
| 13   | 2    | 李根政 | 地球公民基金會執行長、綠黨召集人、高雄市教師會生態教育中心創辦人、國小教師                                                                             | 永續環境 讓政治為大自然與小百姓服務                        | 308,106 | 2.5275% | －   |
| 13   | 3    | 詹順貴 | 環境法律人協會理事長、元貞聯合法律事務所主持律師、臺灣野鳥保育協會常務監事、原住民族委員會法規委員會委員、台灣動物社會研究會理事長、惜根台灣協會理事   | 土地正義 挑戰權威，扶助弱勢； 實事求是，不玩零和吹捧遊戲。 | 308,106 | 2.5275% | －   |
| 13   | 4    | 葉大華 | 台灣少年權益與福利促進聯盟秘書長 | 世代正義 唯有世代正義，才有公平正義                        | 308,106 | 2.5275% | －   |
| 13   | 5    | 謝英俊 | 第三建築工作室建築師、國家文藝獎、美國柯里史東設計獎                                                                                                   | 居住正義 居住是人民的基本權利                              | 308,106 | 2.5275% | －   |
| 13   | 6    | 許秀雯 | 台灣伴侶權益推動聯盟執行長、許秀雯律師事務所負責人、太穎國際法律事務所、博仲法律事務所                                                                 | 多元成家 平等，不能再等！ 投一票，讓同志成家。             | 308,106 | 2.5275% | －   |

### 區域立委參選名單
| 公布日期      | 參選選區           | 號次 | 候選人 | 經歷 | 口號                              | 得票數   | 得票率 | 結果 |
| ------------- | ------------------ | ---- | ------ | --- | --------------------------------- | -------- | ------ | ---- |
| 2015年3月16日 | 臺北市第六選舉區   | 2    | 范雲   | 國立台灣大學社會學系副教授、社會民主黨召集人                                                                                                  | 政治是為了更好 的生活             | 56,766票 | 35.35% | －   |
| 2015年3月24日 | 臺北市第七選舉區   | 2    | 呂欣潔 | 國際特赦組織台灣分會理事、台灣同志諮詢熱線文宣部主任                                                                                          | 青年改革 用欣選擇                 | 17,747票 | 10.73% | －   |
| 2015年3月24日 | 臺北市第八選舉區   | 3    | 苗博雅 | 前廢死聯盟法務主任、社會民主黨文宣部主任 | 找回說真話 的勇氣                 | 21,084票 | 12.48% | －   |
| 2015年3月29日 | 臺北市第三選舉區   | 7    | 李晏榕 | 德臻法律事務所合夥律師、婦女新知基金會常務董事                                                                                                | 國會新女聲                        | 23,706票 | 12.34% | －   |
| 2015年6月27日 | 臺北市第四選舉區   | 2    | 陳尚志 | 國立中正大學政治學系助理教授 | 起來， 改變未來                   | 10,278票 | 4.78%  | －   |
| 2015年6月24日 | 新北市第四選舉區   | 1    | 賈伯楷 | 綠黨北北基支黨部執行委員、台灣綠色酷兒協會副秘書長                                                                                            | 爛政治，停下來！ 慢政治，一起來！ | 8,609票  | 4.65%  | －   |
| 2015年5月18日 | 新北市第十一選舉區 | 2    | 曾柏瑜 | 綠黨青年部召集人、翻轉選舉運動共同發起人、黑色島國青年陣線行政組組長、330五十萬黑潮凱道集結主持人                                             | 為台灣 許一個新希望               | 22,487票 | 12.21% | －   |
| 2015年5月16日 | 桃園市第一選舉區   | 3    | 王寶萱 | 航空城反迫遷聯盟發言人、台灣人權促進會前副秘書長、艾塞克斯大學政治系講師、艾塞克斯大學轉型正義網絡專案助理、國際特赦組織全球總部-中國人權小組 | 桃園紮根 國會新生                 | 15,802票 | 8.69%  | －   |
| 2015年5月19日 | 桃園市第六選舉區   | 6    | 呂東   | 綠黨中央執行委員、荒野保護協會講師、農民 | 選一個跟你一樣認真生活的人        | 7,374票  | 4.50%  | －   |
| 2015年6月8日  | 臺南市第四選舉區   | 5    | 楊智達 | 綠黨台南支黨部秘書長、南台灣廢核行動聯盟執行統籌、台南市空污防護自救會成員                                                                    | 政治不只 兩個選擇                 | 9,075票  | 4.56%  | －   |
| 2015年10月2日 | 宜蘭縣選舉區       | 7    | 吳紹文 | 宜蘭員山農民 | 守護宜蘭 風土水田                 | 10,730票 | 4.78%  | －   |

## 2014年中華民國地方公職人員選舉
綠黨於5月24日召開2014九合一選舉首波造勢記者會，號召「公民佔領政治」，綠黨8名參選人出列，包括擬參選桃園市市長的專職生態推廣者呂東杰及7位議員擬參選人，共同政見為「廢除核四，核電歸零」、「開放議會，選制改革」、「多元成家、友善校園」、「推動簽署兩岸人權協議」，並開放提名機制，號召認同理念的有志之士，只要達到一定的公民連署和公民團體或代表人之推薦，並簽訂政治代理人公約即可代表綠黨參選。
最後綠黨共推出10人參與此次地方選舉，其中王浩宇當選桃園市議員、周江杰當選新竹縣議員，為綠黨首次進入地方議會。
| 參選地區 | 參選地區               | 號碼 | 候選人 | 口號                     | 簡介                                                                       | 得票數 | 得票率 | 結果   |
| -------- | ---------------------- | ---- | ------ | ------------------------ | -------------------------------------------------------------------------- | ------ | ------ | ------ |
| 基隆市   | 七堵區                 | 4號  | 張明麗 | 好食政治代理人           | 台灣首位成功推動非基改黃豆營養午餐、秀明自然農法協會理事                   | 1,048  | 3.83%  | -      |
| 新北市   | 八里、淡水、三芝、石門 | 2號  | 王鐘銘 | 在地紮根，作夥改變       | 同志、台灣綠色酷兒協會秘書長、中華民國維基媒體協會理事                     | 6,880  | 6.31%  | -      |
| 新北市   | 樹林、鶯歌、土城、三峽 | 16號 | 楊木萬 | 無以生為者               | 四屆土城市市民代表、多項環保協會理事                                       | 7,245  | 2.54%  | -      |
| 桃園市   | 桃園區                 | 23號 | 羅岳峰 | 公民覺醒，青年發聲！     | 華山基金會社工、東吳大學學生議員                                           | 5,835  | 3.24%  | -      |
| 桃園市   | 中壢區                 | 16號 | 王浩宇 | 陽光政治，中壢開始       | 臉書粉絲團「我是中壢人」團長、美國聖荷西州立大學學士                       | 16,269 | 9.06%  | [ 47 ] |
| 桃園市   | 平鎮區                 | 15號 | 湯琳翔 | 青年逗陣，改變平鎮       | 荒野保護協會環境培力志工、政大公共行政學系碩士班                           | 3,809  | 3.85%  | -      |
| 新竹縣   | 竹東鎮、五峰鄉         | 4號  | 周江   | 誠心守護，幸福樹杞林     | 荒野保護協會解說員、政治大學新聞所博士班                                   | 4,402  | 9.97%  | [ 50 ] |
| 高雄市   | 三民區                 | 3號  | 梁益誌 | 公民進擊！幸福升級！     | 同志、環境社會運動者、長庚醫院遺傳諮詢師、台大醫學院碩士                   | 7,798  | 4.42%  | -      |
| 澎湖縣   | 馬公市                 | 3號  | 傅靜凡 | 蛻變澎湖，看見平凡的力量 | 三軍總醫院澎湖分院志工隊隊長、反賭博合法化聯盟召集人、海洋公民基金會執行長 | 773    | 2.47%  | -      |

## 2012年中華民國立法委員選舉
2012年立法委員選舉中，綠黨的目標是超越5%的得票門檻，進入立法院。選舉結果區域立委候選人無人當選，不分區政黨票得票數為229,566，得票率為1.7441%，未跨過5%的門檻，但已超越新黨，成為台灣第五大黨。
也許是因為抗核廢料的緣故，綠黨得票數在蘭嶼鄉的佔有率是全國第一。2012年立委選舉，綠黨派出蘭嶼達悟族單親媽媽希婻·瑪飛洑參選不分區第一名，而蘭嶼鄉以35.76%的得票率成為綠黨全國得票率最高的地區。

## 2010年中華民國直轄市公職人員選舉
2010年五都選舉中，綠黨推出李盈萱、潘翰聲、宋佳倫、張宏林參選臺北市議員，一共獲得16,329票；推出王鐘銘參選新北市議員，獲得8,321票；推出張安東參選臺北市中正區文祥里里長，獲得964票，皆未能當選。

## 2009年中華民國縣市長、縣市議員暨鄉鎮市長選舉
2009年三合一選舉中，綠黨徵召林長興參選澎湖縣議員，獲得843票，落選。

## 2008年中華民國立法委員選舉
2008年立法委員選舉中，綠黨推出10人參選區域暨原住民選區，陳曼麗、張輝山、張宏林、王芳萍則參選不分區。選舉結果區域立委候選人無人當選，不分區政黨票得票數為57,144票，得票率為0.6%，未跨過5%的門檻。

## 2006年臺北市里長選舉
2006年臺北市里長選舉中，綠黨推出陳朝順參選臺北市大安區光武里里長，獲得368票，落選。

## 1996年中華民國國民大會代表選舉
1996年國民大會代表選舉中，綠色本土清新黨推出張淑玫參選臺北縣第三選舉區，落選。

## 資料來源
1. ↑  陳佩君. . NOWnews今日新聞. 2023-11-08  [2023-11-08]. （原始内容存档于2023-11-08） （中文（臺灣））.
2. ↑  陳昭宏. . 環境資訊中心. 2023-11-27  [2023-11-27]. （原始内容存档于2023-12-13） （中文（臺灣））.
3. ↑  蔡晉宇. . 聯合報. 2023-10-26  [2023-10-26]. （原始内容存档于2023-12-02） （中文（臺灣））.
4. ↑  謝莉慧. . Newtalk新聞. 2023-11-24  [2023-11-24]. （原始内容存档于2023-12-13） （中文（臺灣））.
5. ↑  .   [2022-07-19]. （原始内容存档于2022-07-19）.
6. ↑  【綠黨2022地方選舉第一波提名記者會新聞稿】
7. ↑  台北市「中正區、萬華區」議員參選人-李菁琪
8. ↑  新竹市「東區」議員參選人-劉崇顯
9. ↑  新竹縣「竹東鎮、五峰鄉」議員參選人-余筱菁
10. ↑  【綠黨2022地方選舉第二波提名記者會新聞稿】
11. ↑  桃園市「平鎮區」議員參選人-黃永欽
12. ↑  新竹縣「竹北市」議員參選人-陳冠宇
13. ↑  竹北市「第一選區」民意代表參選人-張志偉
14. ↑  綠黨真的變了？！ 王浩宇親揭密因為這「4個字」 （页面存档备份，存于），新頭殼
15. ↑  李佳穎. . 風傳媒. 2019-06-27  [2020-07-07]. （原始内容存档于2019-06-29） （中文（臺灣））.
16. ↑  周思宇. . 風傳媒. 2019-05-04  [2020-07-07]. （原始内容存档于2019-05-11） （中文（臺灣））.
17. ↑  綠黨無緣國會 鄧惠文感性PO文：就想老派地說一句 （页面存档备份，存于），聯合新聞網
18. ↑  .   [2018-11-26]. （原始内容存档于2018-11-26）.
19. ↑  .   [2018-11-26]. （原始内容存档于2018-11-26）.
20. ↑  .   [2018-11-26]. （原始内容存档于2018-11-26）.
21. ↑  丘采薇. . 聯合報. 2015-06-26. （原始内容存档于2015-08-01） （中文（臺灣））.
22. ↑  黃信維、徐珮君. . 蘋果日報. 2015-08-18  [2015-11-16]. （原始内容存档于2015-11-17）.
23. ↑  方德琳. . 報導者. 2016-01-22  [2017-03-25]. （原始内容存档于2017-03-25） （中文（臺灣））.
24. ↑  【2016立委選舉】張麗芬參選宣言 （页面存档备份，存于），台灣綠黨，2015年08月28日
25. ↑  . leekc-95kh.blogspot.tw.   [2018-11-22]. （原始内容存档于2016-01-16）.
26. ↑  【2016立委選舉】詹順貴參選宣言 （页面存档备份，存于），台灣綠黨，2015年08月28日
27. ↑  社民黨不分區立委參選人葉大華（台少盟秘書長）參選發言稿 （页面存档备份，存于），台灣少年權益與福利促進聯盟，2015年10月1日
28. ↑  綠社盟生力軍 謝英俊任不分區 （页面存档备份，存于），自由時報，2015年09月13日
29. ↑  【2016立委選舉】許秀雯參選聲明 （页面存档备份，存于），台灣綠黨，2015年08月28日
30. ↑  邱彥瑜、王祥維、蘇品銓. . 公視新聞議題中心. 2015-03-16  [2015-03-18]. （原始内容存档于2015-03-20） （中文（臺灣））.
31. ↑  陳韋宗. . 自由時報. 2015-06-24  [2018-11-22]. （原始内容存档于2016-01-13） （中文（臺灣））.
32. ↑  林瑋豐. . 風傳媒. 2015-05-18  [2018-11-22]. （原始内容存档于2015-09-24） （中文（臺灣））.
33. ↑  鄭淑婷. . 自由時報即時新聞. 2015-05-16  [2018-11-22]. （原始内容存档于2015-11-20） （中文（臺灣））.
34. ↑  【陽光透明新國會 專業負責好立委】綠黨社會民主黨聯盟候選人簽署政治代理人公約 （页面存档备份，存于），綠黨，2015年11月17日
35. ↑  游文寶. . 聯合報. 2015-05-19  [2018-11-22]. （原始内容存档于2015-09-24） （中文（臺灣））.
36. ↑  陳俊廷. . 民報. 2015-06-08  [2018-11-22]. （原始内容存档于2015-09-24） （中文（臺灣））.
37. ↑  李忠一. . 中國時報即時新聞. 2015-10-02  [2018-11-22]. （原始内容存档于2015-10-15） （中文（臺灣））.
38. ↑  綠黨政治代理人公約 （页面存档备份，存于），綠黨政治代理人公約，2014年
39. ↑  綠黨2014選舉首波造勢記者會 新聞稿 （页面存档备份，存于），台灣綠黨官網，2014年5月24日
40. ↑  2014 綠黨政治代理人 的存檔，存档日期2014-12-21.，台灣綠黨，2014年
41. ↑  好食政治代理人 張明麗 的存檔，存档日期2014-09-16.，台灣綠黨，2014年
42. ↑  在地紮根，作夥改變 王鐘銘 的存檔，存档日期2014-11-06.，台灣綠黨，2014年
43. ↑  無以生為者 楊木萬 的存檔，存档日期2014-11-06.，台灣綠黨，2014年
44. ↑  公民覺醒，青年發聲！ 羅岳峰 的存檔，存档日期2014-11-06.，台灣綠黨，2014年
45. ↑  陽光政治，中壢開始 王浩宇 的存檔，存档日期2014-11-06.，台灣綠黨，2014年
46. ↑  中央選舉委員會 - 桃園市第7選舉區 的存檔，存档日期2014-12-05.
47. ↑  青年逗陣，改變平鎮 湯琳翔 的存檔，存档日期2014-11-06.，台灣綠黨，2014年
48. ↑  誠心守護，幸福樹杞林 周江杰 的存檔，存档日期2014-11-05.，台灣綠黨，2014年
49. ↑  中央選舉委員會 - 新竹縣第8選舉區 的存檔，存档日期2014-12-05.
50. ↑  公民進擊！幸福升級！ 梁益誌 的存檔，存档日期2014-09-16.，台灣綠黨，2014年
51. ↑  蛻變澎湖，看見平凡的力量 傅靜凡 的存檔，存档日期2014-11-05.，台灣綠黨，2014年
52. ↑  綠黨超越新黨 成小黨落選頭 的存檔，存档日期2012-01-18.
53. ↑  劉禹慶. . 自由時報電子報. 2009-10-10  [2024-01-15]. （原始内容存档于2024-01-15） （中文（臺灣））.
54. ↑  . 中國時報地方版，台北縣要聞. 1996-02-29: 第14版.